# Sparkassen Giro Bochum 2002
Lo Sparkassen Giro Bochum 2002, quinta edizione della corsa, si svolse l'11 agosto 2002 su un percorso di 175,2 km, con partenza e arrivo a Bochum. Fu vinto dal belga Frédéric Amorison della squadra Lotto-Adecco davanti al danese Jørgen Bo Petersen e all'olandese Jans Koerts.

## Ordine d'arrivo (Top 10)
| Pos. | Corridore              | Squadra                  | Tempo    |
| ---- | ---------------------- | ------------------------ | -------- |
| 1    | Frédéric Amorison      | Lotto-Adecco             | 4h01'19" |
| 2    | Jørgen Bo Petersen     | EDS-Fakta                | s.t.     |
| 3    | Jans Koerts            | Domo-Farm Frites         | a 15"    |
| 4    | Bekim Leif Christensen | Team Coast               | a 16"    |
| 5    | Michael Rogers         | Mapei-Quick Step Espoirs | a 20"    |
| 6    | Aurélien Clerc         | Mapei-Quick Step Espoirs | a 24"    |
| 7    | Max van Heeswijk       | Domo-Farm Frites         | s.t.     |
| 8    | Roger Hammond          | Palmans-Collstrop        | s.t.     |
| 9    | Leif Hoste             | Domo-Farm Frites         | s.t.     |
| 10   | Michal Precechtel      | Wüstenrot-ZVVZ           | s.t.     |